# Mark Landin

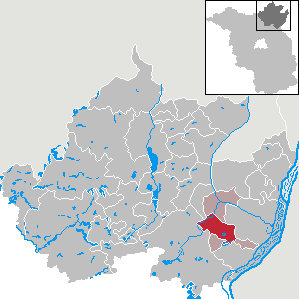
Lage der Gemeinde im Landkreis Uckermark

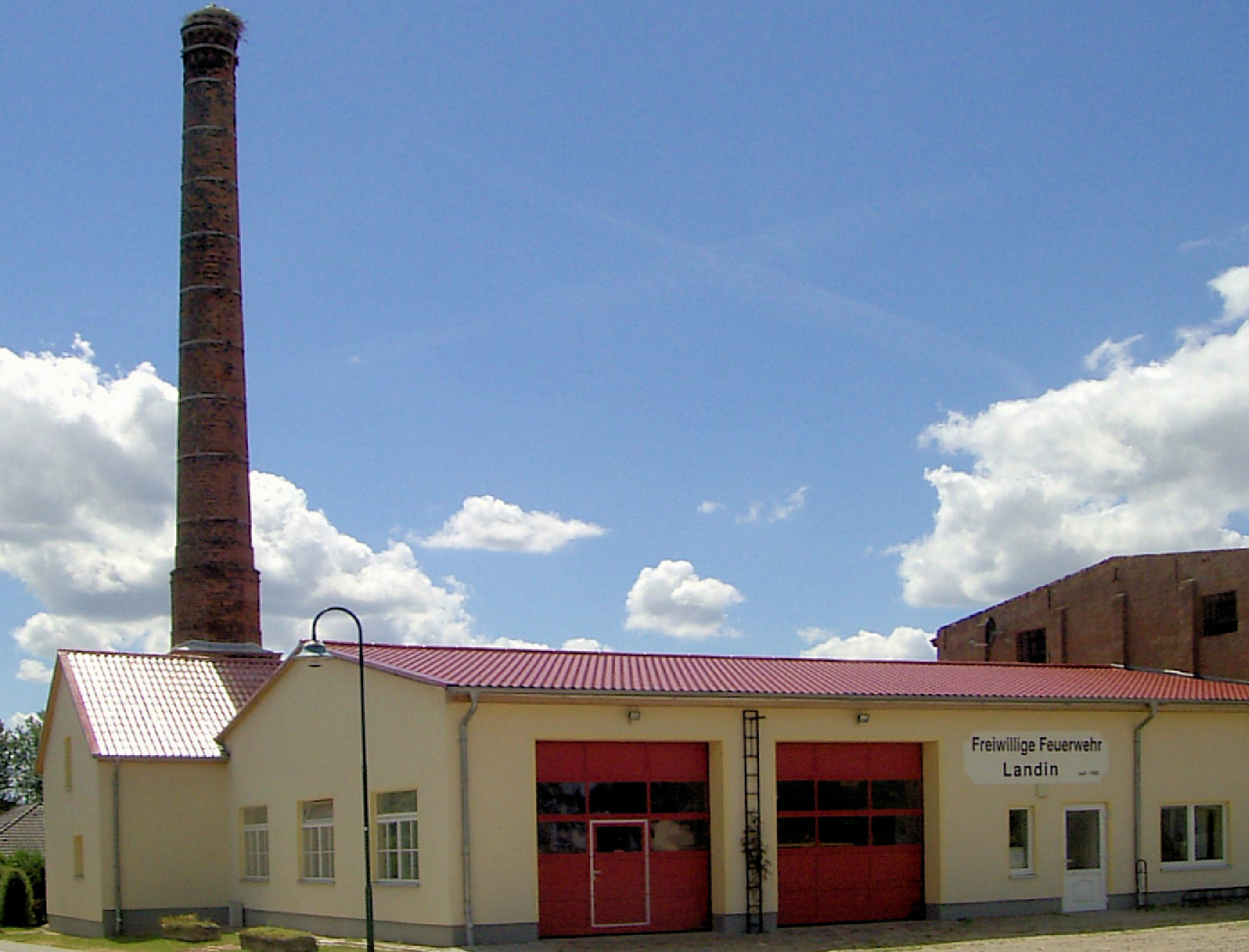
Feuerwehrhaus an der alten Brennerei in Niederlandin

Mark Landin ist eine ehemalige Gemeinde im brandenburgischen Landkreis Uckermark in Deutschland. 2001 aus dem Zusammenschluss von drei Gemeinden gegründet, wurde sie zum 19. April 2022 aufgelöst und ihre Ortsteile kamen zur Stadt Schwedt/Oder.

## Geografie
Die Gemeinde Mark Landin lag zwischen den uckermärkischen Städten Schwedt/Oder, Prenzlau und Angermünde. Charakteristisch für das Grundmoränengebiet sind die zahlreichen Seen in den Senken, von denen der Landiner Haussee und der unter Naturschutz stehende Felchowsee hervorzuheben sind. Der Landiner Abzugsgraben entwässert einen Teil der Seen zur Welse (einem linken Oder-Nebenfluss). Das Gelände fällt im Westen zum Welsebruch um ca. 40 Meter ab. Das Gebiet wird von weiten landwirtschaftlich genutzten Ackerflächen und dem Landiner Windpark geprägt.
Auf einer Fläche von 45,41 km² lebten 962 (Stand: 31. Dezember 2020) Einwohner.

## Gemeindegliederung
Zu Mark Landin gehörten die Ortsteile Grünow, Landin und Schönermark sowie die Wohnplätze Augustenhof, Hohenlandin, Julienwalde und Niederlandin.

## Geschichte
Durch den Vertrag von Landin aus dem Jahr 1250, der als Geburtsstunde der Uckermark gilt, ging Landin in die Geschichte ein. Der Vertrag bildet zudem die erste urkundliche Erwähnung des Ortes.
1860–1861 wurde das Schloss Hohenlandin („Warburg House“) im Auftrag des Freiherrn Friedrich Wilhelm von Warburg im Tudorstil errichtet (Architekt Ferdinand Neubarth). Dazu gehörten ein Park – gestaltet vom Generaldirektor der königlich-preußischen Gärten, Peter Joseph Lenné – sowie Wald und Äcker.
1945 wurde das Schloss entschädigungslos enteignet und steht seit 1977 leer. Seitdem ist es zur Ruine verfallen. Die Gemeinde versucht, das Gebäude zu erhalten.
Der Ortsteil Landin ging 2017 aus dem bundesweiten Wettbewerb „Unser Dorf hat Zukunft“ im Landkreis Uckermark als Sieger hervor.
Verwaltungsgeschichte
Grünow, Hohenlandin, Niederlandin und Schönermark gehörten seit 1817 zum Kreis Angermünde in der preußischen Provinz Brandenburg und ab 1952 zum Kreis Angermünde im DDR-Bezirk Frankfurt (Oder). Am 1. Januar 1974 schlossen sich Hohenlandin und Niederlandin zur Gemeinde Landin zusammen. Seit 1993 liegen die Orte im brandenburgischen Landkreis Uckermark.
Die Gemeinde Mark Landin entstand am 31. Dezember 2001 aus dem Zusammenschluss der bis dahin selbstständigen Gemeinden Grünow, Landin und Schönermark. Sie wurde vom Amt Oder-Welse mit Sitz in Pinnow verwaltet. Mit der Auflösung des Amtes Oder-Welse zum 19. April 2022 wurde Mark Landin aufgelöst, seine drei Ortsteile kamen zur Stadt Schwedt/Oder.

## Bevölkerungsentwicklung
| Jahr | Grünow | Landin | Schönermark |      | Jahr  | Mark Landin |      | Jahr  | Mark Landin |
| ---- | ------ | ------ | ----------- | ---- | ----- | ----------- | ---- | ----- | ----------- |
| 1981 | 184    | 517    | 406         | 2001 | 1 174 |             | 2015 | 1 014 |             |
| 1990 | 146    | 456    | 422         | 2005 | 1 173 |             | 2016 | 0997  |             |
| 1995 | 138    | 454    | 444         | 2010 | 1 099 |             | 2017 | 1 013 |             |
| 2000 | 141    | 584    | 451         | 2011 | 1 043 |             | 2018 | 0993  |             |
|      |        |        |             | 2012 | 1 054 |             | 2019 | 0968  |             |
|      |        |        |             | 2013 | 1 048 |             | 2020 | 0962  |             |
|      |        |        |             | 2014 | 1 020 |             |      |       |             |

Gebietsstand des jeweiligen Jahres, Einwohnerzahl: Stand 31. Dezember, ab 2011 auf Basis des Zensus 2011

## Politik

### Gemeindevertretung
Die Gemeindevertretung von Mark Landin bestand aus zehn Gemeindevertretern und dem ehrenamtlichen Bürgermeister.
Die Kommunalwahl am 26. Mai 2019 ergab folgende Sitzverteilung:
| Partei / Wählergruppe               | Sitze |
| ----------------------------------- | ----- |
| Zukunft! Jetzt! Zusammen!           | 3     |
| SPD                                 | 2     |
| Einzelbewerber Oliver Markwart      | 1     |
| Einzelbewerberin Verena Siewert     | 1     |
| Einzelbewerberin Gabriele Manteufel | 1     |
| Einzelbewerber Andreas Selig        | 1     |
| Einzelbewerberin Monika Grambauer   | 1     |

### Bürgermeister
- 2003–2008: Franz Prätzel (SPD)[14]
- 2008–2022: Wolfgang Säger (SPD)[15]

Säger wurde in der Bürgermeisterwahl am 26. Mai 2019 ohne Gegenkandidat mit 54,9 % der gültigen Stimmen für eine weitere Amtszeit von fünf Jahren gewählt.

### Wappen
Das Wappen wurde am 19. August 2004 genehmigt.
Blasonierung: „Im gespaltenen Schild vorn in Silber am Spalt ein halber gold-bewehrter roter Adler mit goldenem Kleebattstengel; hinten schwarz-silbern geschacht (2 × gespalten, 6 × geteilt).“
Die Gemeinde führte das Wappen und die Flagge der ehemals selbstständigen Gemeinde Schönermark. Dieses wurde 1987 zur 700-Jahr-Feier bestätigt und in die Wappenrolle eingetragen. Es ist in den Farben Rot, Silber, Gold und Schwarz gestaltet, der rote Adler kennzeichnet den Ort Schönermark als zu Brandenburg gehörig, das Schachbrettmuster ist in der um 1250 erbauten Kirche zu finden.

### Flagge
Die Flagge der Gemeinde besteht: bei Aufhängung an einem Querholz – aus zwei Längsstreifen in den Farben Rot und Weiß mit dem auf der Nahtstelle aufgelegten Gemeindewappen.

## Sehenswürdigkeiten
In der Liste der Baudenkmale in Schwedt/Oder stehen die in der Denkmalliste des Landes Brandenburg eingetragenen Baudenkmale.
Weitere Sehenswürdigkeiten sind:
- Schloss Landin[20]
- Schul- und Heimatmuseum im Ortsteil Schönermark[21]

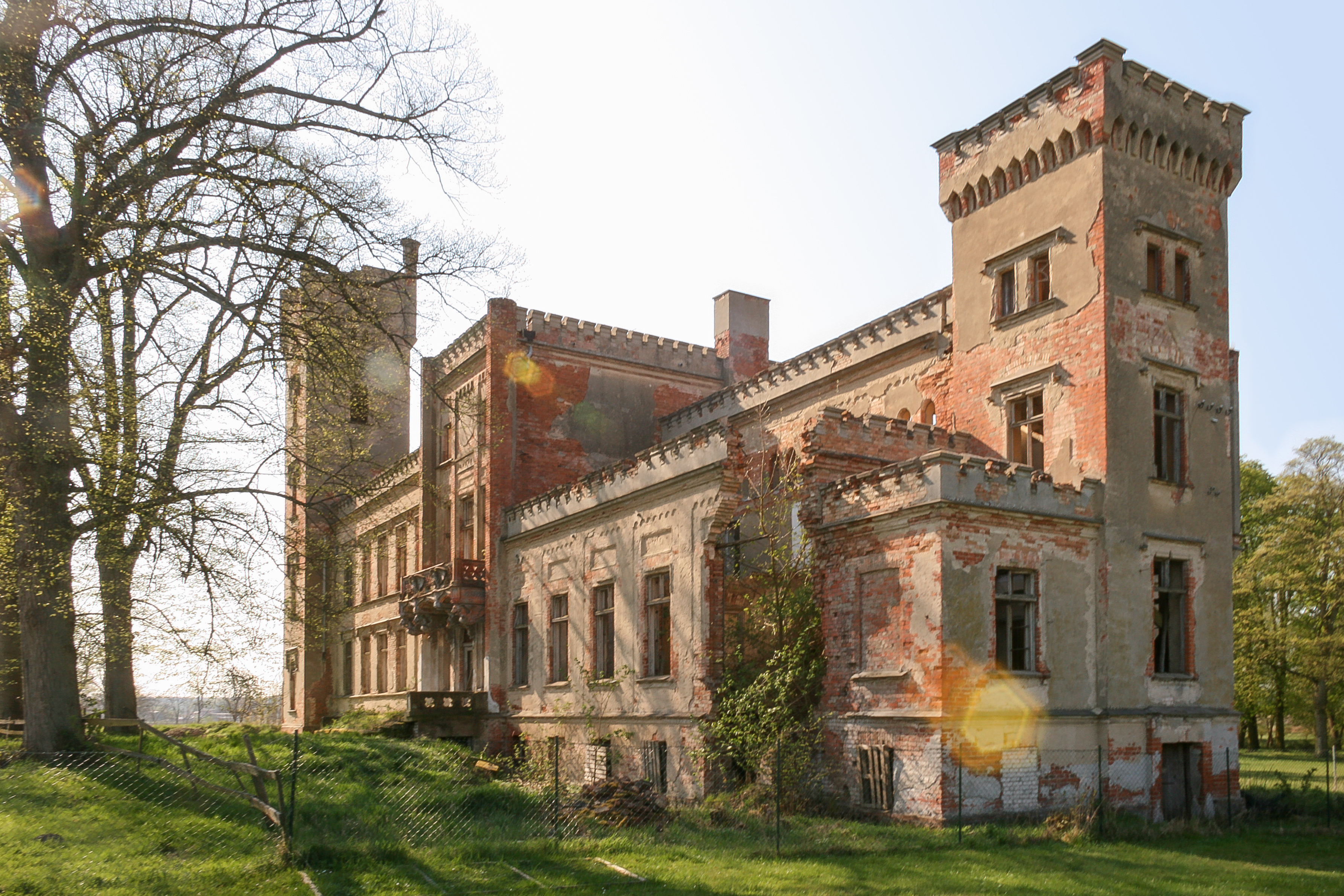
Schloss Hohenlandin
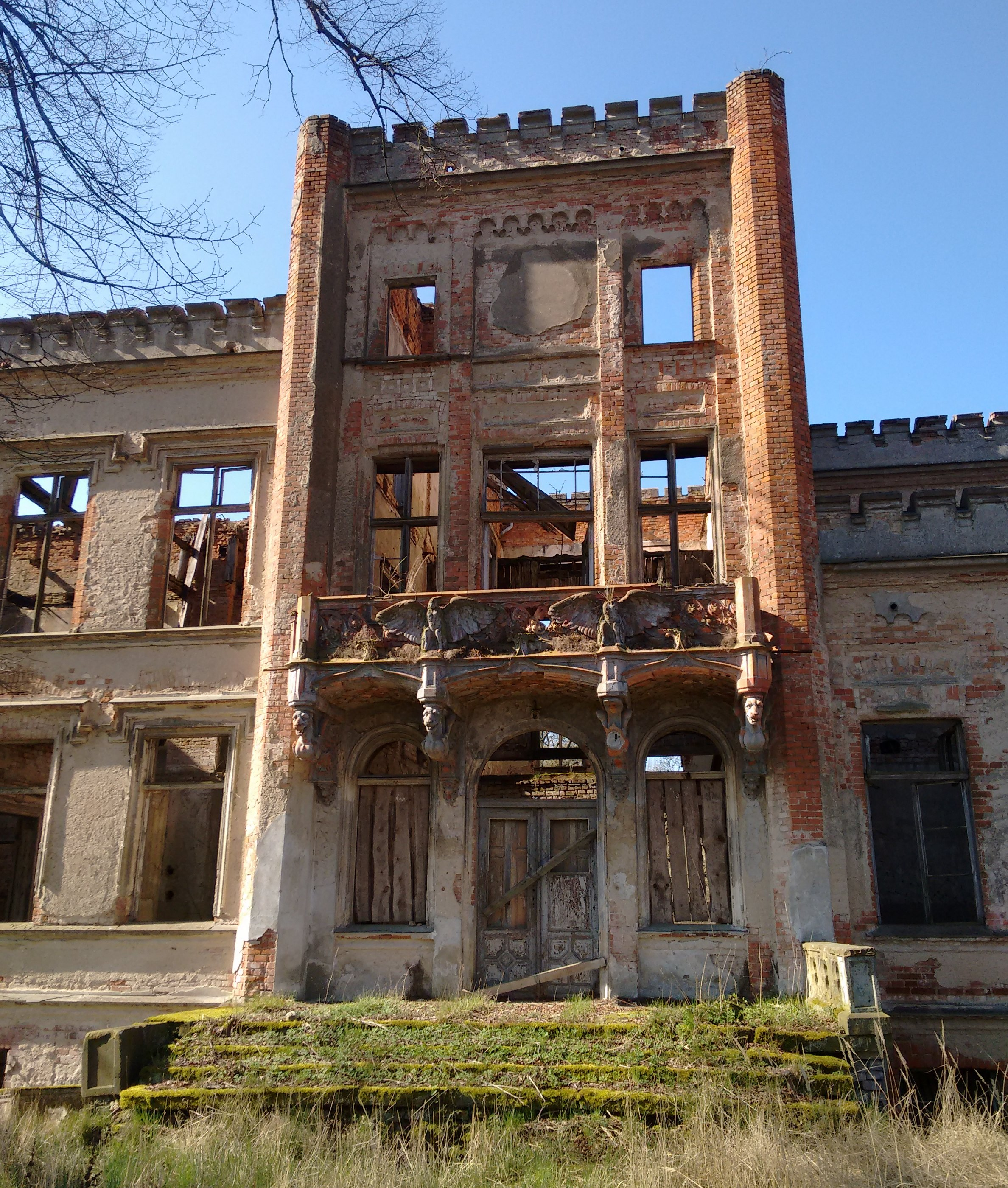
Portal am Schloss Hohenlandin
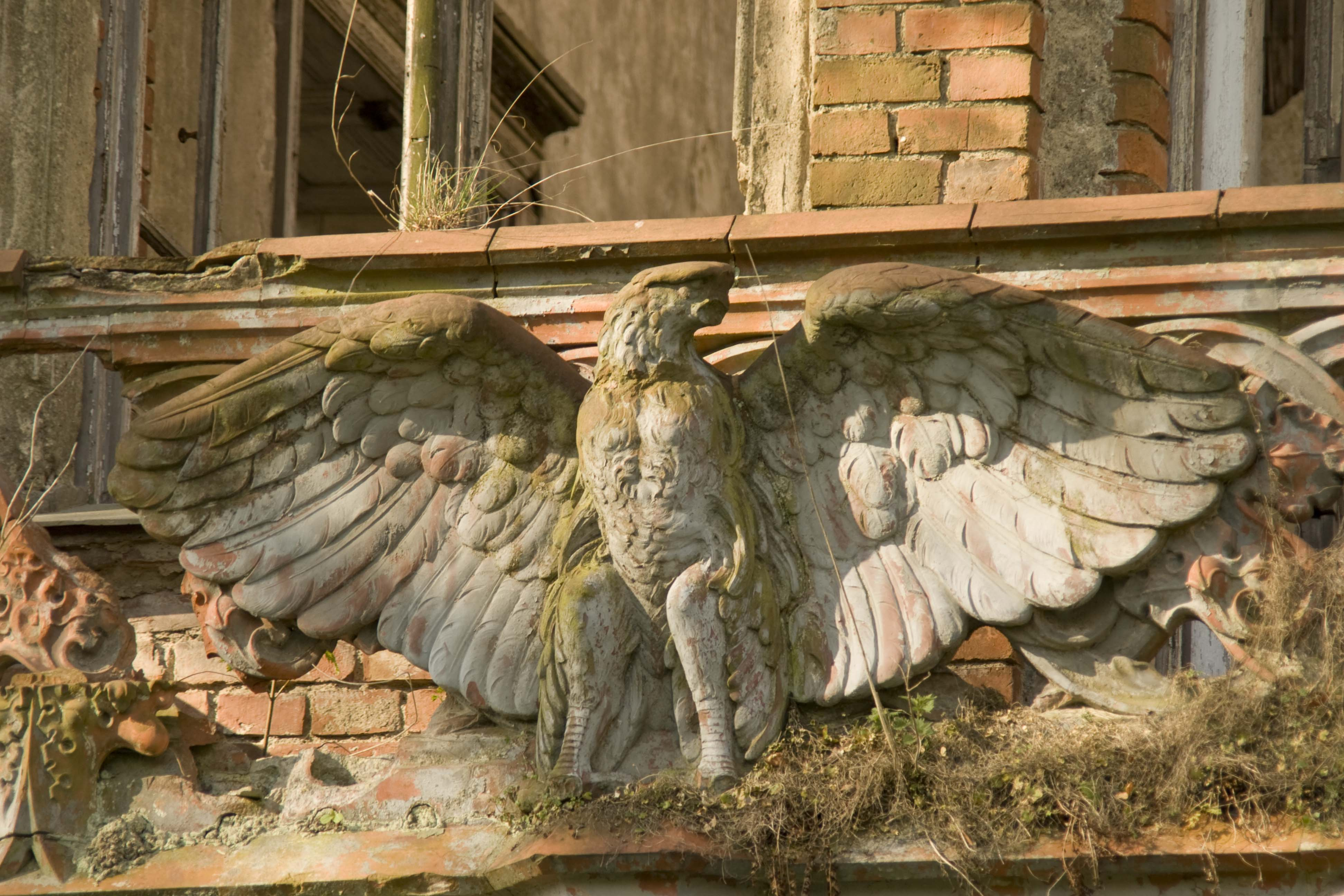
Schloss Hohenlandin, Detailansicht
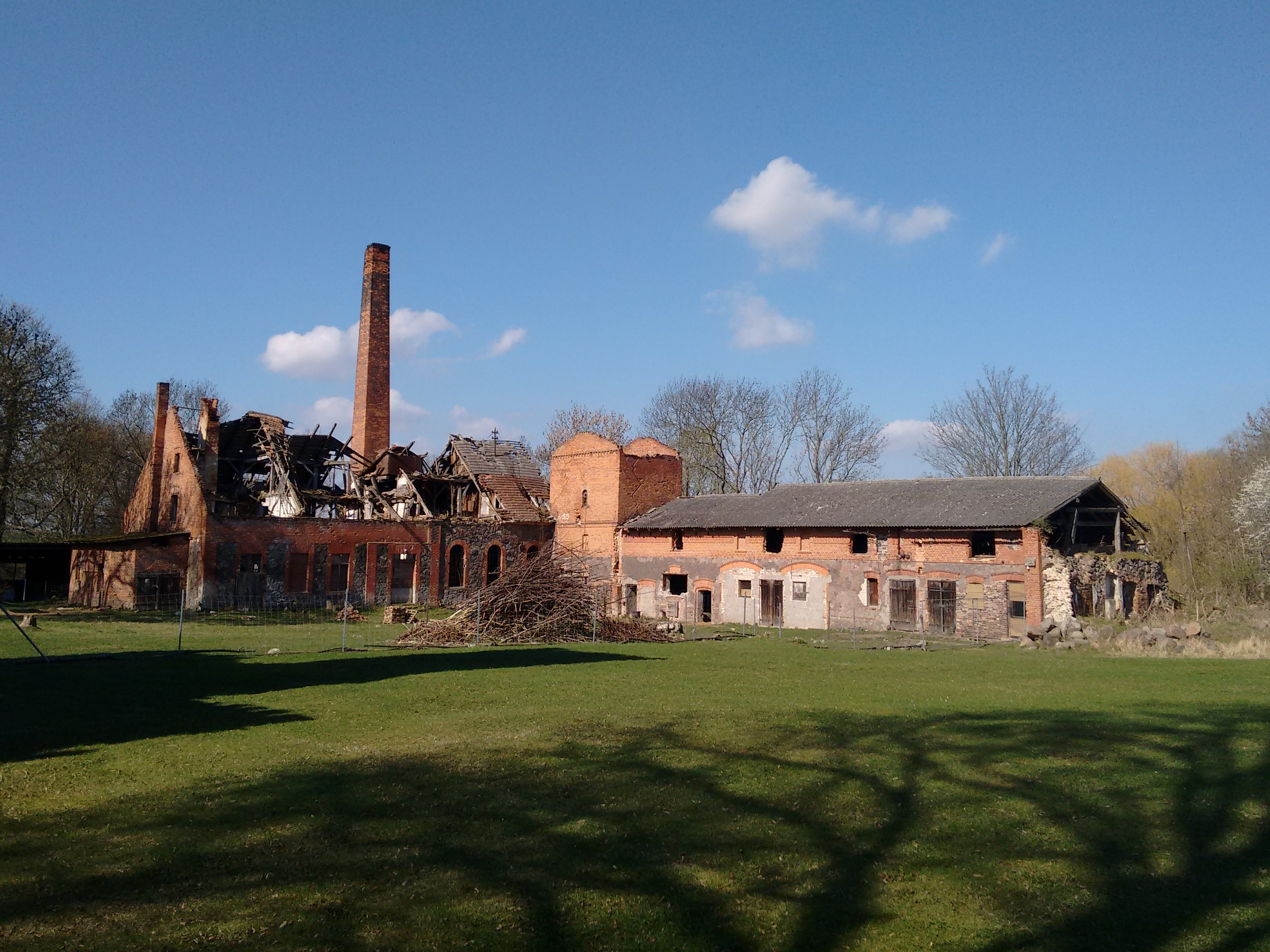
Ehemalige Brennerei am Schloss Hohenlandin
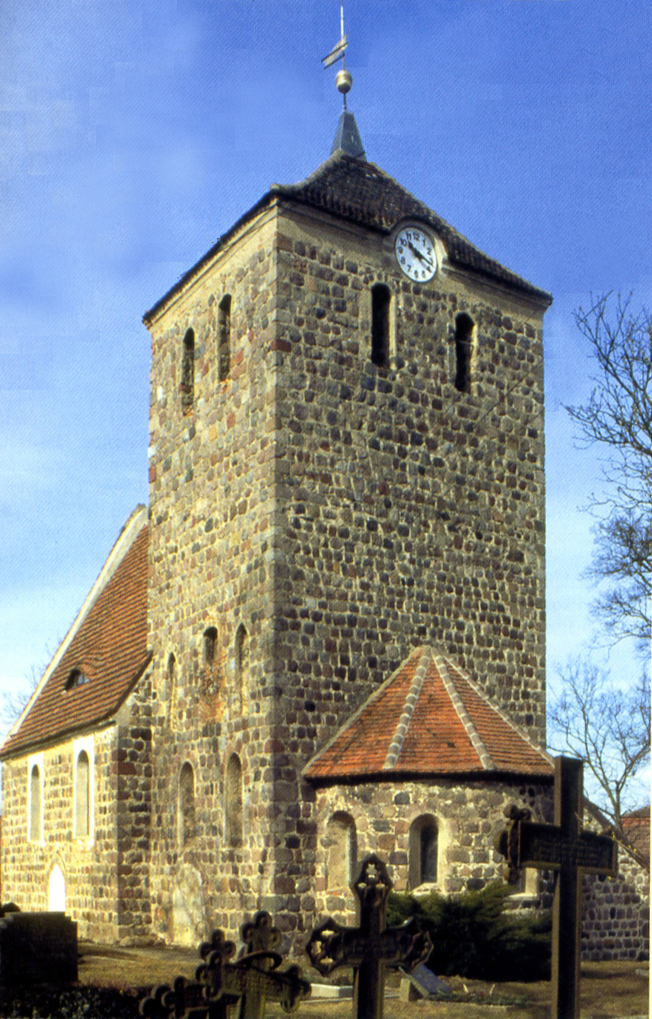
Dorfkirche Grünow
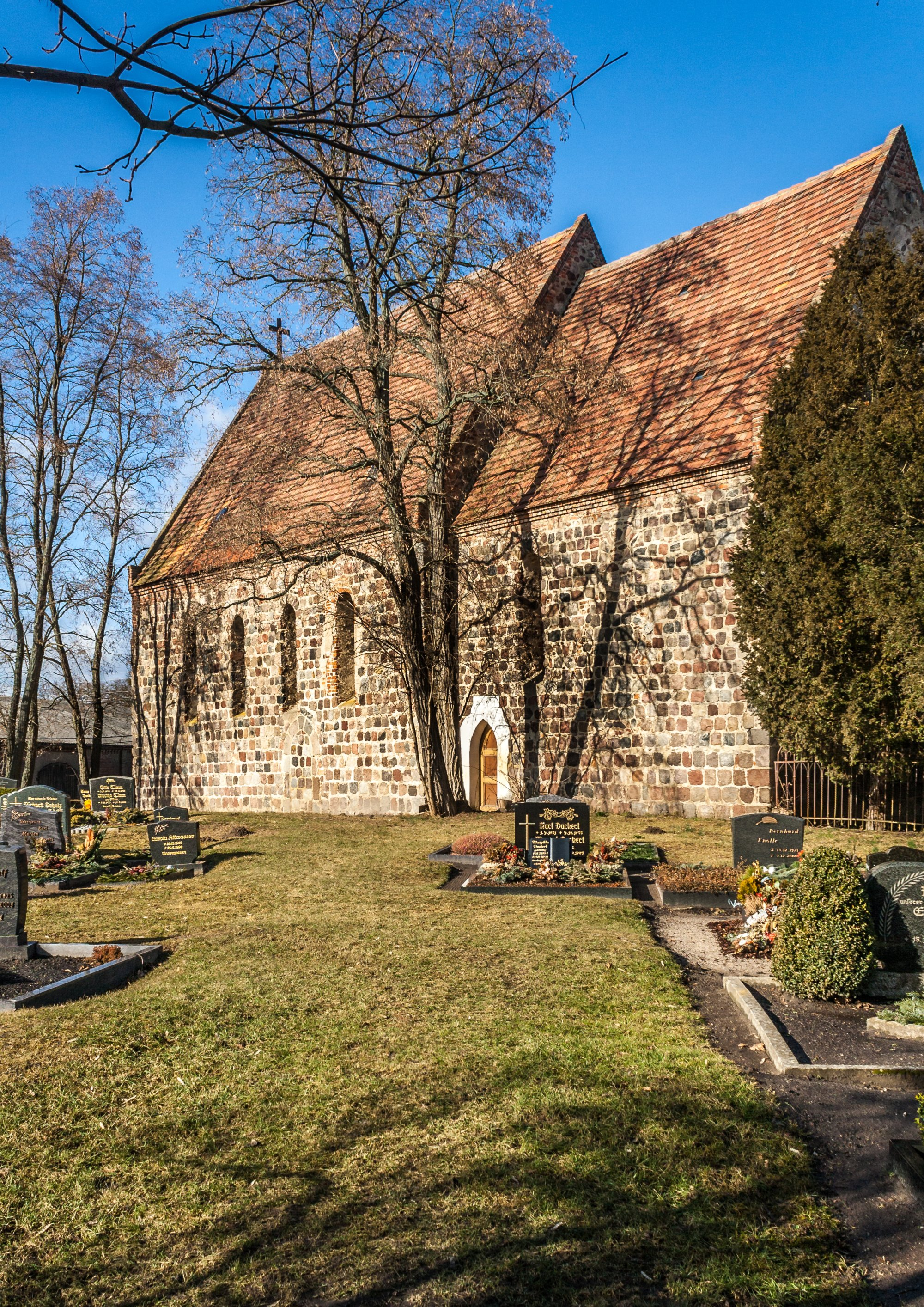
Dorfkirche Hohenlandin
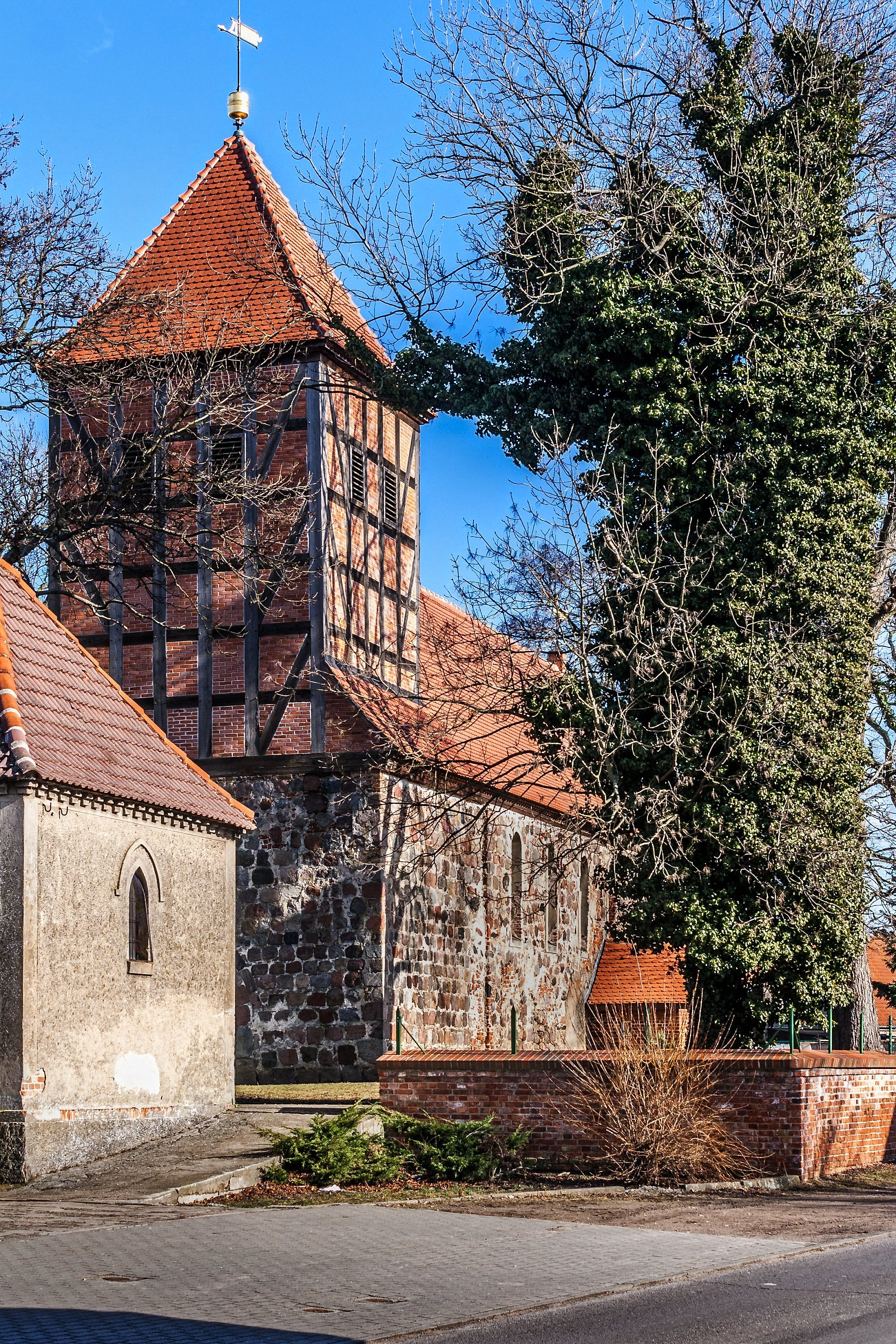
Dorfkirche Niederlandin

## Wirtschaft und Infrastruktur
Neben landwirtschaftlichen Betrieben ist seit 1991 die Gesellschaft für Altlasten-Bearbeitung Schönermark mbH in der ehemaligen Gemeinde ansässig, die sich unter anderem mit der Flächenberäumung von Truppenübungsplätzen und ehemaligen Munitionsanstalten sowie der Untersuchung und Räumung von Munition und Kampfmitteln beschäftigt.
Verkehr
Die Gemeinde lag an der Landesstraße L 28 zwischen Angermünde und Passow. Im Süden der Gemeinde verlief die 2004 fertiggestellte neue Bundesstraße 2 zwischen Angermünde und Schwedt, die wechselseitig zweistreifig angelegt wurde.
Der Bahnhof Schönermark (Kr Angermünde) an der Bahnstrecke Berlin-Stettin wird seit 1996 ohne Halt durchfahren. Hier zweigte die 1905 eröffnete Kreisbahn Schönermark–Damme ab, die 1979 ihren Betrieb einstellte.
Der Haltepunkt Niederlandin an der Bahnstrecke Angermünde–Schwedt wurde 1995 wegen zu geringer Nutzungszahlen geschlossen.